# Ventrisudis mira
Genre
Espèce
Ventrisudis mira, unique représentant du genre Ventrisudis, est une espèce d'opilions laniatores de la famille des Cranaidae.

## Distribution
Cette espèce est endémique de Colombie. Elle se rencontre dans les départements de Huila et de Cauca.

## Description
Le mâle holotype mesure 10 mm et la femelle paratype 9 mm.

## Publication originale
- Roewer, 1963 : « Opiliones aus Peru und Colombien. [Arachnida Arthrogastra aus Peru V]. » Senckenbergiana biologica, vol. 44, p. 5–72.